# Alfa Romeo 2600
De Alfa Romeo 2600 was een model van het Italiaanse automerk Alfa Romeo dat werd gebouwd tussen 1962 en 1968.
op de Autosalon van Genève 1962 stelde Alfa Romeo met de 2600 de opvolgers voor van de 2000 Berlina, Spider en Sprint. De 2600 versies kregen net zoals de oude Alfa Romeo 6C's een motor met zes cilinders in lijn. De cilinderinhoud kwam op 2584 cc te liggen, het maximale vermogen voor de Berlina kwam op ongeveer 130 pk te liggen en voor de Spider en de Sprint op 145 pk. Het chassis van de 2000 werd wel ongeveer ongewijzigd overgenomen. Opnieuw werd de carrosserie van de Berlina door Alfa Romeo zelf gebouwd, de Spider door Touring en de Sprint door Bertone.
Op de autosalon van Frankfurt in 1965 stelde Alfa Romeo de 2600 SZ (Sprint Zagato) voor. In datzelfde jaar werd ook nog de 2600 De Luxe gebouwd met een carrosserie van OSI.

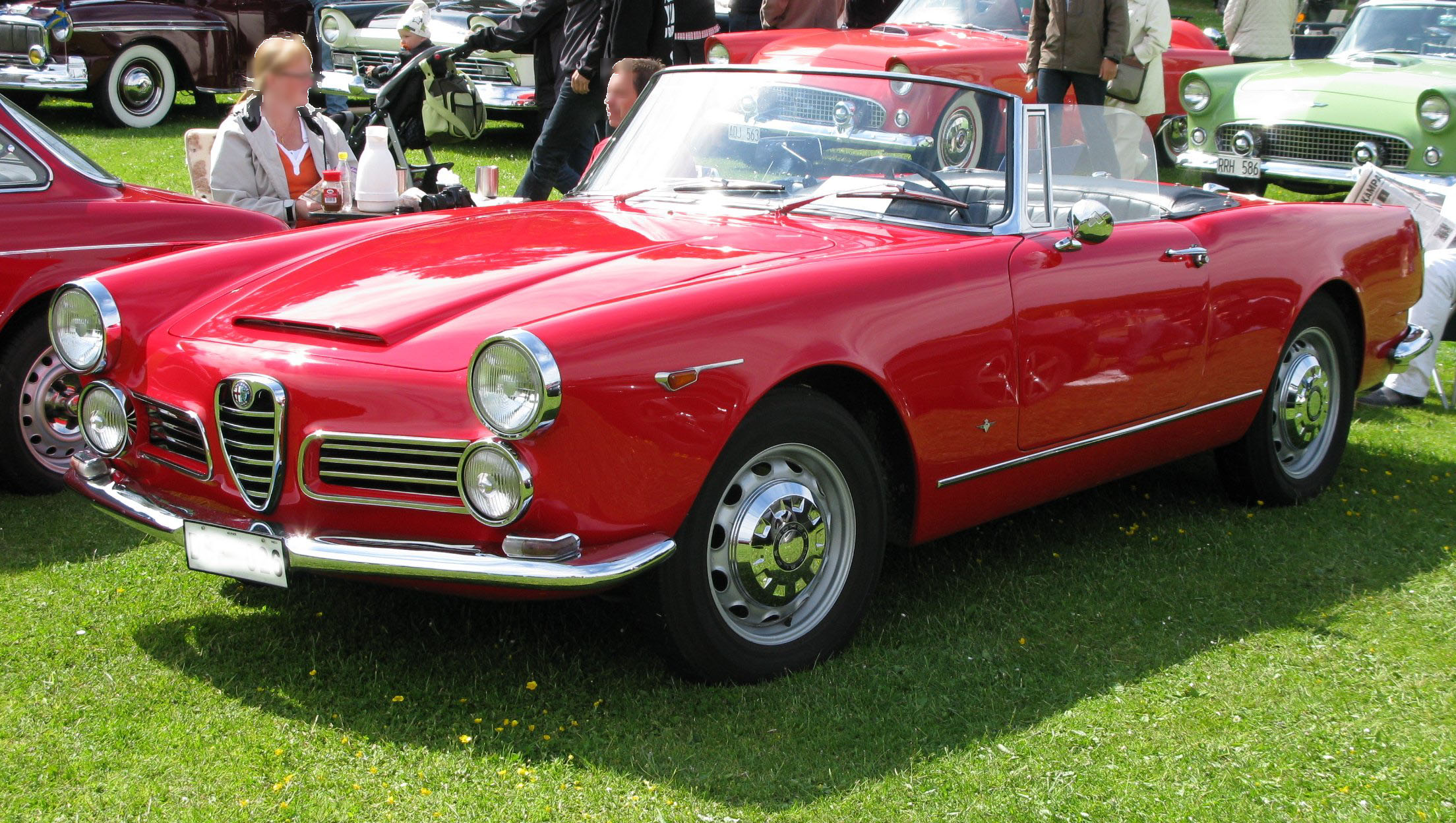
2600 Spider
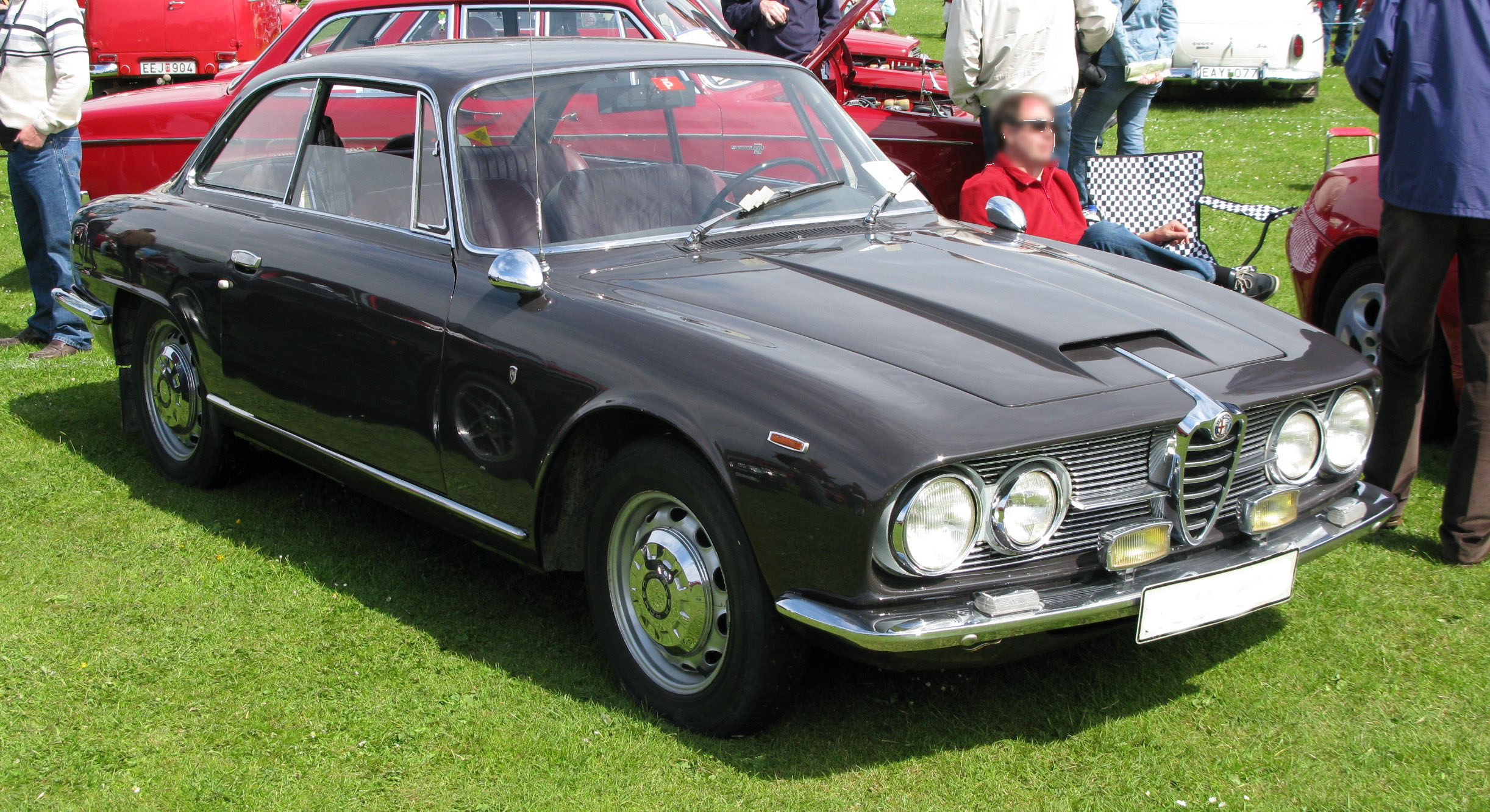
2600 Sprint